# まちの文化祭
まちの文化祭（まちのぶんかさい）は、兵庫県神戸市長田区で定期的に行われているイベント。

## 概要
2011年11月19日は神戸市立地域人材支援センターが開設して1周年の日であった。このことを記念して神戸市立地域人材支援センターで地域の人々が自主的に参加して、楽しんでいただくことを一番の目的として第1回目のまちの文化祭が実施された。第1回目が実施される時には、このイベントを地域の恒例行事として根付かせるために皆の力を求めていた。これ以降も実施されるようになっており、まちの文化祭が実施される当日には午前から夕方にかけて、会場ではダンスや音楽などの舞台、健康や趣味などの体験教室、飲食物などの屋台販売などが行われるようになっている。
2015年11月22日に実施されたまちの文化祭ではヴィッセル神戸も参加した。モーヴィとヴィッセルガールが参加して会場内を回り、子供たちと一緒に遊んだり、ごみ収集車にごみを入れる体験などをした。この年のまちの文化祭の最後には出演者や参加者の全員で恋するフォーチュンクッキーが踊られモーヴィも共に踊った。モーヴィはこの日のために練習をしてきていた。
2018年11月25日には第9回目のまちの文化祭が実施され、約65もの団体が参加して舞台や展示を行った。アイドルユニットであるKOBerrieS♪も参加して、KOBerrieS♪が子供たちと共にお面やマントをかぶり会場内を行進するということを行った。
2019年11月24日には第10回目のまちの文化祭が実施され、神戸市内外の70以上もの団体が参加して日頃の成果などを披露した。当日にはKOBerrieS♪によるパフォーマンスが行われたほかに、山本剛之も参加しておりスプレーアートを披露した。